# Mission Point Fyr
Mission Point Fyr (engelsk: Mission Point Light) er et fyrtårn i den amerikanske forbundsstat Michigan for enden af Old Mission Point, en halvø der stikker ud i Grand Traverse Bugten 27 kilometer nord for Traverse City. Da det opførtes i 1870 var det en eksakt kopi af Mama Juda Fyret (som nu er ødelagt), der lå opført ved Detroitfloden i 1866.
Fundamentet er naturligt og udlagt. Trækonstruktionen er hvidmalet med sorte dekorationer og det firkantede tårn er bygget på toppen af en bolig.
En fastmonteret hvid Fifth Order Fresnellinse var installeret i fyrtårnet. Bygningen var kun på halvanden etage, men dens placering på en sandklit lige godt 4½ m.o.h. gjorde, at lyskilden lå 14 m.o.h. Det var synligt på 11 sømils afstand. Det har været en konstant kamp at vedligeholde sandklitten og beskytte den og fyrtårnet fra bølgernes skadevirkninger.
Igennem 67 år fungerede fyret som advarsel til søfarende om sandbankerne ud for pynten. Nye teknikker indenfor offshore-konstruktioner og automatisering af fyrets belysning gjorde det muligt at bygge et nyt fyr på selve sandbanken. I 1938 begyndte arbejdet på en mole til det nye fyr i 5,8 meter dybt vand cirka 3,20 kilometer nordvest for Mission Point. Fyret blev drevet af batterier. Det bestod af et 11 meter højt tårn, lyskilden lå i 16 meters højde og kunne ses på en afstand af 13 sømil. Fyrkarakteren var et hvidt blink hvert 30. sekund.
Mission Point Fyret er kendt for at befinde sig kun få hundrede meter syd for den 45. nordlige breddekreds, halvvejs mellem Nordpolen og Ækvator. Fyret blev deaktiveret i 1933 og opkøbt af Staten Michigan. Der er opført nogle tegn på dets lokalitet ved parallelgraden, og det er ét af 29 steder (seks af dem i Michigan) i USA hvor disse tegn vides at eksistere.